# Apotropina virilis
Apotropina virilis är en tvåvingeart som först beskrevs av Richard Mitchell Bohart och J. Linsley Gressitt 1951.  Apotropina virilis ingår i släktet Apotropina och familjen fritflugor.
Artens utbredningsområde är Guam. Inga underarter finns listade i Catalogue of Life.